# Sava (Reifen)

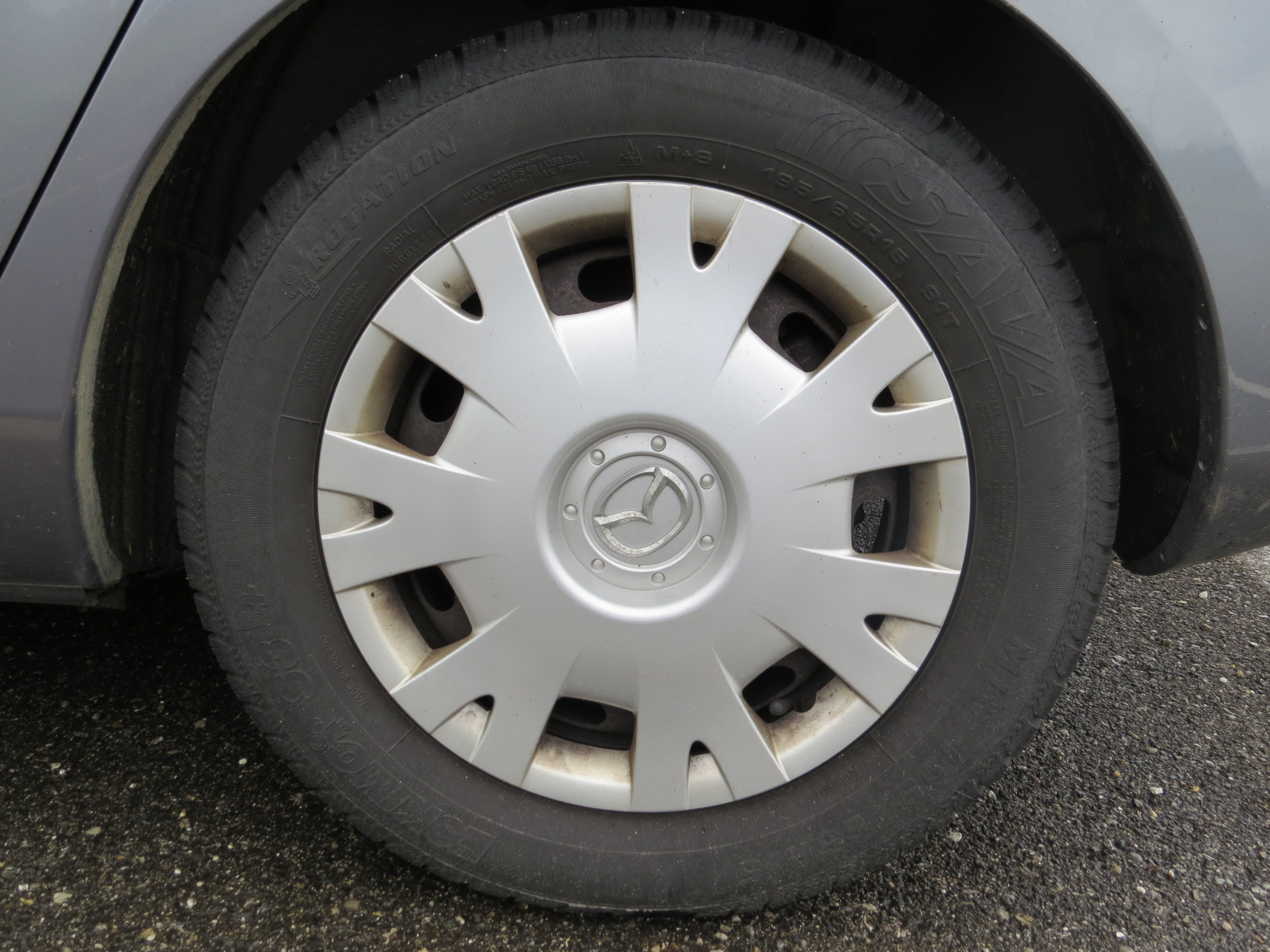
Autoreifen Sava Eskimo S3+ auf einer Stahlfelge in der Dimension 195/65 R 15 (2017)

Sava ist eine slowenische Firma, die seit den 1920er Jahren Gummiprodukte herstellt und deren Reifensparte 1998 mit Goodyear ein Joint Venture gründete. Seit dem Jahr 2004 gehört sie zu 100 % zu Goodyear.
Neben den klassischen PKW-/LKW-/SUV-Reifen stellen mehr als 1.400 Beschäftigte auch Reifen für Motorroller, Mopeds, Motorräder, Enduros, Supermotos, Minimotos und ATV/Quads her.